# Alstom MPL 75
MPL 75 — поезд для Лионского метрополитена. Строился в 1975—1980 годах. Всего было построено 32 поезда данного типа, для эксплуатации на линиях А и В. Планируется, что поезда будут выведены из эксплуатации в 2018—2020 гг.